# Always (Bon Jovi-låt)
Always är en låt av Rockgruppen Bon Jovi som släpptes på samlingsalbumet Cross Road - The Best Of Bon Jovi, 1994. 
Låten är en av gruppens mest sålda singlar någonsin och placerade sig #4 i USA, #2 i Storbritannien och Australien, #4 i Tyskland och #1 i mindre länder runt om i Europa & Asien. I Sverige sålde singeln väldigt bra, låten gick upp på Trackslistans första plats 29 oktober 1994 och stannade sedan på förstaplatsen i fem veckor. 
Från början var låten tänkt som soundtrack till filmen Romeo Is Bleeding men Jon tyckte filmen var för dålig så låten släpptes istället på Cross Road.